# محمد عمرانی (دیپلمات)
محمد عمرانی (متولد ۱۳۳۷ تهران)، سفیر سابق ایران در موریتانی است. او فارغ‌التحصیل رشته روابط بین‌الملل از دانشکده وزارت امور خارجه و دارای کارشناسی ارشد تاریخ دوران اسلامی است. وی به چهار زبان عربی، انگلیسی، آذری و فرانسه تسلط دارد و به عنوان دیپلمات ایران در عربستان سعودی و عراق خدمت کرده‌است. عمرانی با دریافت حکم از حسن روحانی از مرداد ۱۳۹۵ تا بهمن ۱۳۹۸ به عنوان سفیر ایران در موریتانی مشغول بکار بود. ۴ آبان ۱۳۹۵ استوارنامه خود را تقدیم محمد ولد عبدالعزیز رئیس‌جمهور موریتانی کرد.

## سوابق کاری و مأموریتها
- کنسول سفارت جمهوری اسلامی ایران عرستان سعودی - جده از سال ۱۳۶۱ تا ۱۳۶۵
- کارشناس سیاسی غرب و شمال آفریقا تا ۱۳۷۰
- کارشناس سیاسی خلیج فارس تا ۱۳۷۱
- دبیر دوم سفارت جمهوری اسلامی ایران در ریاض تا ۱۳۷۵
- کارشناس سیاسی خلیج فارس تا ۱۳۸۰
- رایزن دوم سفارت جمهوری اسلامی ایران در بغداد تا سال ۱۳۸۳
- کارشناس سیاسی و معاون ستاد ویژه عراق در وزارت امور خارجه تا سال ۱۳۸۸
- سرپرست سفارت جمهوری اسلامی ایران در ریاض تا سال ۱۳۸۹
- معاون سفیر جمهوری اسلامی ایران در ریاض تا سال ۱۳۹۱
- رئیس اداره اول خلیج فارس تا شهریور ۱۳۹۵
- تقدیم استوارنامه به رئیس‌جمهور موریتانی به عنوان سفیر جمهوری اسلامی ایران در نواکشوت در تاریخ ۴ آبان ۱۳۹۵